# Hôtel de ville de Braga
L'hôtel de ville de Braga (en portugais Paços do Concelho de Braga ) est un bâtiment historique situé au cœur de Braga, au Portugal. C'est là que se trouve le siège de la Câmara Municipal, le gouvernement local de la ville.
C'est une œuvre de l'architecte André Soares.
L'hôtel de ville, commencé en 1754, a été achevé en 1865.